# ГЕС Memve'ele
ГЕС Memve'ele — гідроелектростанція в Камеруні, яка станом на 2017 рік перебувала на завершальному етапі будівництва.
ГЕС споруджується на річці Нтем (також відома як Кампо), що тече через прикордонний з Екваторіальною Гвінеєю регіон країни до затоки Біафра (частина Гвінейської затоки). Тут звели кам'яно-накидну греблю з бетонним облицюванням висотою 20 метрів, яка утримуватиме водосховище об'ємом 19 млн м3. Заповнення водойми розпочалось у серпні 2016-го, тоді ж стартувало прокладання дериваційного каналу довжиною 1 км.
Машинний зал станції обладнають чотирма турбінами типу Френсіс потужністю по 51,6 МВт, які вироблятимуть 1,14 млрд кВт-год електроенергії на рік.
Видача продукції здійснюватиметься по ЛЕП, яка працюватиме під напругою 225 кВ та постачатиме трансформаторні станції 225/90 у Еболова, Nkoumou та Ahala.